# Окамото, Мари
Мари Окамото (яп. 岡本茉利 Окамото Мари, 31 октября, 1954, префектура Токио) — японская сэйю.

## Позиции в Гран-при журнала Animage
- 1979 год — 17-е место в Гран-при журнала Animage в номинации на лучшую женскую роль[1];
- 1980 год — 16-е место в Гран-при журнала Animage в номинации на лучшую женскую роль[2];
- 1982 год — 20-е место в Гран-при журнала Animage в номинации на лучшую женскую роль[3]

## Роли в аниме
- 1973 год — Kerokko Demetan (Ранатан);
- 1974 год — Hoshi no Ko Chobin (Рури);
- 1974 год — Tentoumushi no Uta (Цукуми Иссю);
- 1977 год — Yatterman (Ай-тян);
- 1978 год — Space Battleship Yamato (2 сезон) (Тереза);
- 1979 год — Лулу — ангел цветов (Лулу);
- 1980 год — Фумун (Рококо);
- 1981 год — Ohayou! Spank TV (Айко);
- 1981 год — Bremen 4: Jigoku no Naka no Tenshi-tachi (Кода);
- 1981 год — Shunmao Monogatari TaoTao (Анна);
- 1982 год — Ohayou! Spank (Айко Моримура);
- 1983 год — Time Slip Ichimannen Prime Rose (Эмия);
- 1987 год — Три мушкетёра (Анна Австрийская);
- 1989 год — City Hunter (первый фильм) (Нина Штейнберг);
- 1998 год — Otoko wa Tsurai yo: Torajirou Wasurenagusa (Сакура)